# Distretto di Yangling
Il distretto di Yangling (杨陵区S, Yánglíng QūP) è un distretto della Cina, situato nella provincia dello Shaanxi e amministrato dalla prefettura di Xianyang.